# NGC 5393
NGC 5393 (również PGC 49863) – galaktyka spiralna (Sa), znajdująca się w gwiazdozbiorze Hydry. Odkrył ją John Herschel 30 marca 1835 roku.
W galaktyce tej zaobserwowano supernową SN 2003bu.